# Rekowagen (Straßenbahn)
Rekowagen ist eine in der DDR geprägte Bezeichnung für im Reichsbahnausbesserungswerk Berlin-Schöneweide umgebaute oder teils auch vollständig neu hergestellte zweiachsige Straßenbahnfahrzeuge, die in verschiedenen Bauarten von 1959 bis 1975 an die Berliner Verkehrsbetriebe im Ostteil Berlins (BVG [Ost]/BVB) und an weitere Verkehrsbetriebe in der DDR geliefert wurden.

## Reko-Wagen für Berlin

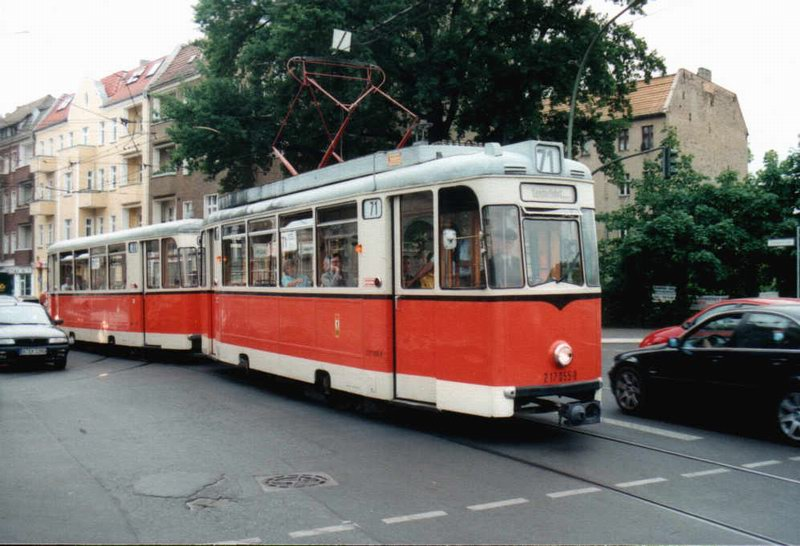
Reko-Wagen 217 055 vor Wiederherstellung des Auslieferungszustands in Berlin-Nordend

1952 begann der VEB Lokomotivbau Elektrotechnische Werke (LEW) in Hennigsdorf, für die BVG-Ost Straßenbahnwagen der Typen T 24 zum Typ T 24 E zu modernisieren. Das äußere Erscheinungsbild blieb dabei weitgehend unverändert. 1953 wurde mit dem Umbau von T 24 zum Typ T 24 U begonnen, wobei die Plattformen durch Einbau einer schräggestellten Frontscheibe modifiziert wurden. Ein weiteres Versuchsobjekt war der Triebwagen 6096, der 1956 in der Betriebswerkstatt Treptow mit einem weitgehend neuen Wagenkasten mit runder Kopfform und Falttüren umgebaut wurde.
Die Berliner Verkehrsbetriebe hatten vom Standardtyp TF 59/BF 59 des VEB Waggonbau Gotha 1959 zehn Züge erhalten. Aufgrund der geplanten Beschaffung von Großraumzügen, der beabsichtigten Reduzierung des Ost-Berliner Straßenbahnnetzes und den begrenzten Kapazitäten des VEB Waggonbau Gotha war eine weitere Beschaffung dieses Typs nicht vorgesehen. Stattdessen wurde der Umbau der T 24 und B 24 zu Reko-Wagen vorgesehen. Der Begriff „Rekonstruktion“ wurde hierbei in seiner DDR-typischen Definition der Erneuerung in der Bandbreite von grundlegender Erneuerung bis zum faktischen Neubau unter Verwendung von Altteilen verwendet.

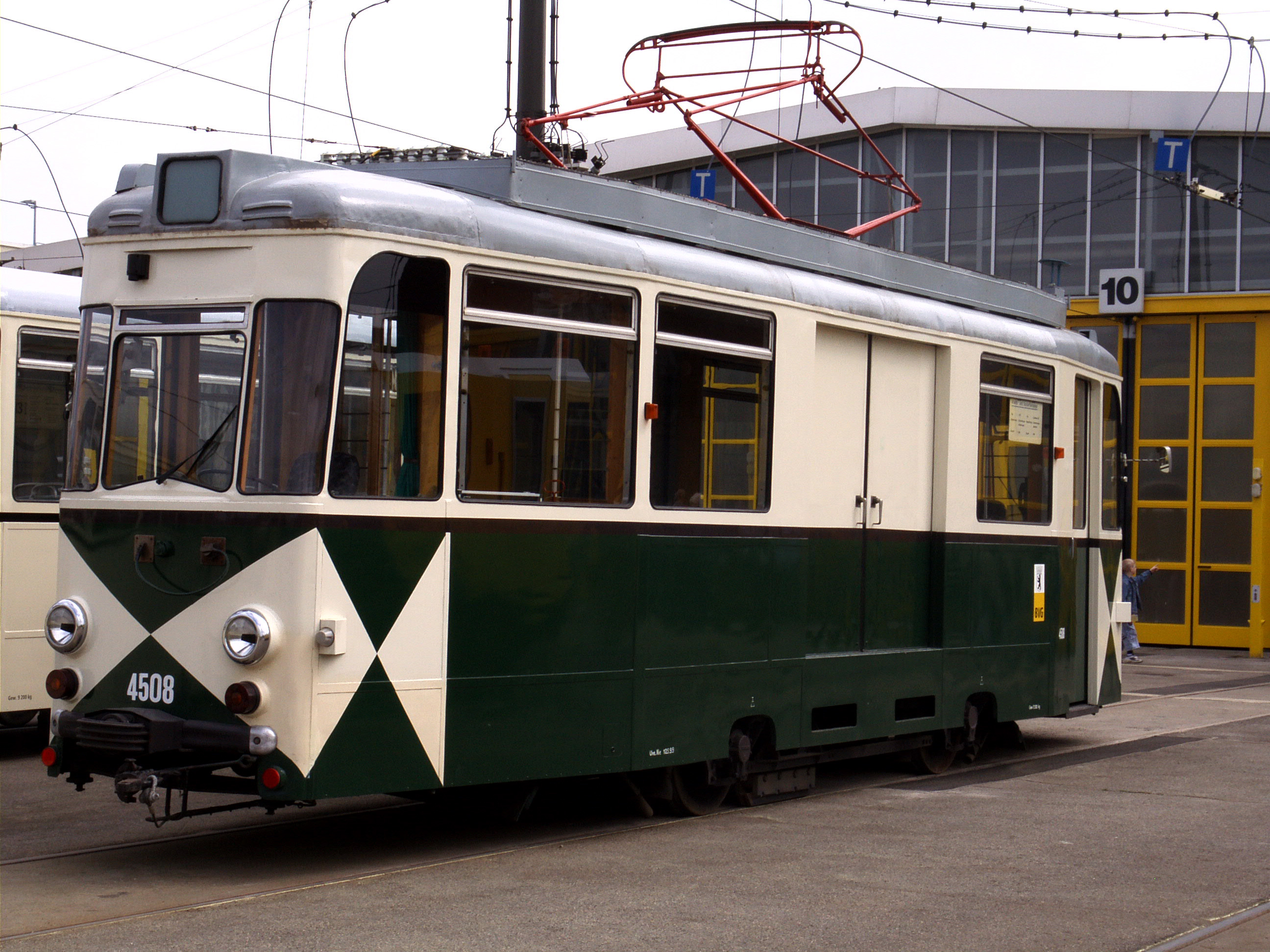
Arbeitstriebwagen 4508 der Berliner Verkehrsbetriebe

Aufgrund der fahrgestelllosen Bauart der T 24 / B 24 konnten keine Fahrgestelle weiterverwendet werden. Von den Ursprungsfahrzeugen wurden Bodenrahmen mit Achshaltern und Achsen weiterverwendet. Der Achsstand wurde von 2,8 auf 3,2 Meter vergrößert. Die Wagen erhielten neue Wagenkästen in Einrichtungsbauart mit Plattformen nach Vorbild des T 57 und einfachen Schiebetüren sowie neue Motoren. Aufgrund der fahrgestelllosen Bauart mit einfacher Abfederung waren die Fahreigenschaften deutlich schlechter als die des TF 59. Die einfachen Schiebetüren, die im Gegensatz zu den Doppeltüren im T 57 nicht mit motorischer Türöffnung ausgestattet werden konnten, und die Stufen im Innenraum zwischen Plattform und Fahrgastraum waren für den Fahrgastwechsel hinderlich. 
Der Umbau war im Raw Berlin-Schöneweide vorgesehen. Aufgrund von massiven Anfangsschwierigkeiten übernahm der VEB Waggonbau Gotha von 1959 bis 1961 einen Teil der Umbauten. Diese erste Bauart wird als TE 59 bezeichnet. Sie wurde bis 1963 gebaut. Die Beiwagen des Typs BE 59/1 entstanden aus B 24, die des Typs B 59/2 aus B 25. Aufgrund deren Bauart wurden die BE 59/1 10,7 m statt 10,5 m lang.
| Typ     | Nummer (bis 1970) | Nummer (ab 1970) | Anzahl                 | Ursprungstyp                  | Umbaujahr |
| ------- | ----------------- | ---------------- | ---------------------- | ----------------------------- | --------- |
| TE 59   | 3911–4075         | 217 001–164      | 165                    | T 24, T 24 U                  | 1959–1963 |
| TE 63   | 5001–5014         | 217 201–306      | 14                     | T 33 U                        | 1963–1964 |
| TE 63   | 5015–5050         | 217 201–306      | 36                     | TM 31 U                       | 1964      |
| TE 64   | 5051–5089         | 217 201–306      | 39                     | TM 33, TM 34, TM 36           | 1964–1965 |
| TE 64   | 5090–5107         | 217 201–306      | 18                     | TD 07/25, TDS 08/24           | 1968–1969 |
| TZ 69   | 5126–5150         | 223 001–025      | 25                     | TD 07/25, TDS 08/24           | 1969–1970 |
| BE 59/1 | 1821–1980         | 267 001–290      | 160                    | B 24                          | 1959–1964 |
| BE 59/2 | 1981–2066         | 267 001–290      | 86                     | B 25                          | 1959–1964 |
| BE 64   | 2067–2072         | 267 401–450      | 6                      | B ;26                         | 1965      |
| BE 64   | 2073–2075         | 267 401–450      | 3                      | B 24/52                       | 1966      |
| BE 64   | 2101–2150         | 267 401–450      | 50                     | B 53                          | 1964–1966 |
| BE 69   | 2151–2159         |                  | 9                      | BM 28                         | 1968      |
| BE 69   | 2160–2174         | 15               | BDM 26                 | 1968–1969                     |           |
| BE 69   | 2175–2178         | 4                | BF 13/25               | 1969                          |           |
| BE 69   | 2179–2186         | 8                | B 06/27, B 07/27, B 21 | 1969                          |           |
| BZ 69   | 2241–2290         | 269 001–050      | 50                     | B 06/26, B 10/27, B 21, BF 42 | 1969–1970 |

Ab 1963 standen die Triebwagen der Bauart T 33 U zum Umbau an. Zuerst wurde der Triebwagen 3716 unter Beibehaltung des Bodenrahmens umgebaut, wodurch der Wagen aufgrund der abweichenden Abmessungen des Spenderfahrzeugs 11,0 m lang wurde. Bei den nachfolgenden 13 Triebwagen wurde auf die Weiterverwendung des alten Bodenrahmens verzichtet, die Wagenkästen wurden komplett neu gebaut. Die Motoren wurden weiterverwendet, aufgrund deren Leistung von je 34 kW konnten die TE 63/1 nur mit einem Beiwagen eingesetzt werden. Unter der Bezeichnung TE 63/2 wurden gleichzeitig Fahrzeuge mit Neubauwagenkästen gebaut. 
1964 begann der Umbau des Typs TM 33 zum TE 64. Auch hier wurden die alten Motoren weiterverwendet. Ab jetzt betrug die Wagenkastenlänge einheitlich 10,72 m. Aus den Beiwagen B 53 von 1953 entstanden gleichzeitig die BE 64.
Ebenfalls 1964 kam es zu einer Festlegung des Rats für gegenseitige Wirtschaftshilfe (RGW), den Bau von Straßenbahnwagen in der DDR ab 1967 einzustellen. Die Produktion der ab 1961 beim VEB Waggonbau Gotha für Berlin, Dresden und Magdeburg gebauten vierachsigen Großraumzüge vom Typ TDE-62/BDE-61 wurde daraufhin sofort eingestellt, obwohl noch kein Ersatz aus tschechoslowakischer Produktion verfügbar war. Zur Umgehung dieser Vorgaben wurden 1968 die TE 64/1 gebaut, die als Umbauten deklariert wurden, faktisch aber komplette Neubauten waren. 
Da an den (Berliner) Endhaltestellen am Wasserwerk in Friedrichshagen und in Altglienicke mangels Wendeschleife auch weiterhin umgesetzt (= rangiert) werden musste, wurden 1969 Reko-Wagen in Zweirichtungsausführung gebaut. Hierbei wurden für den Fahrschalter statt des Steuerrads die klassische Kurbel verwendet. Diese Fahrzeuge erhielten die Bezeichnung TZ 69 bzw. BZ 69.
Obwohl bereits 1971 die Ausmusterung der ältesten Reko-Wagen begann, erhielt Berlin 1975 nochmals Reko-Beiwagen. Unter Verwendung von BE 59/1 wurden BE 70/1 in Einheitsabmessungen gebaut.
Aufgrund eines Überhangs an vierachsigen Beiwagen wurden diese auch hinter Reko-Triebwagen eingesetzt. 1973 und 1986 wurden einige überzählige Reko-Züge an die Straßenbahn Potsdam abgegeben. Weitere Fahrzeuge wurden an Strausberg und Woltersdorf abgegeben. Ab 1980 wurden einige Reko-Wagen zu Arbeitswagen umgebaut. Der Einsatz von Reko-Wagen in Berlin endete 1996.

## Rekowagen für andere Betriebe

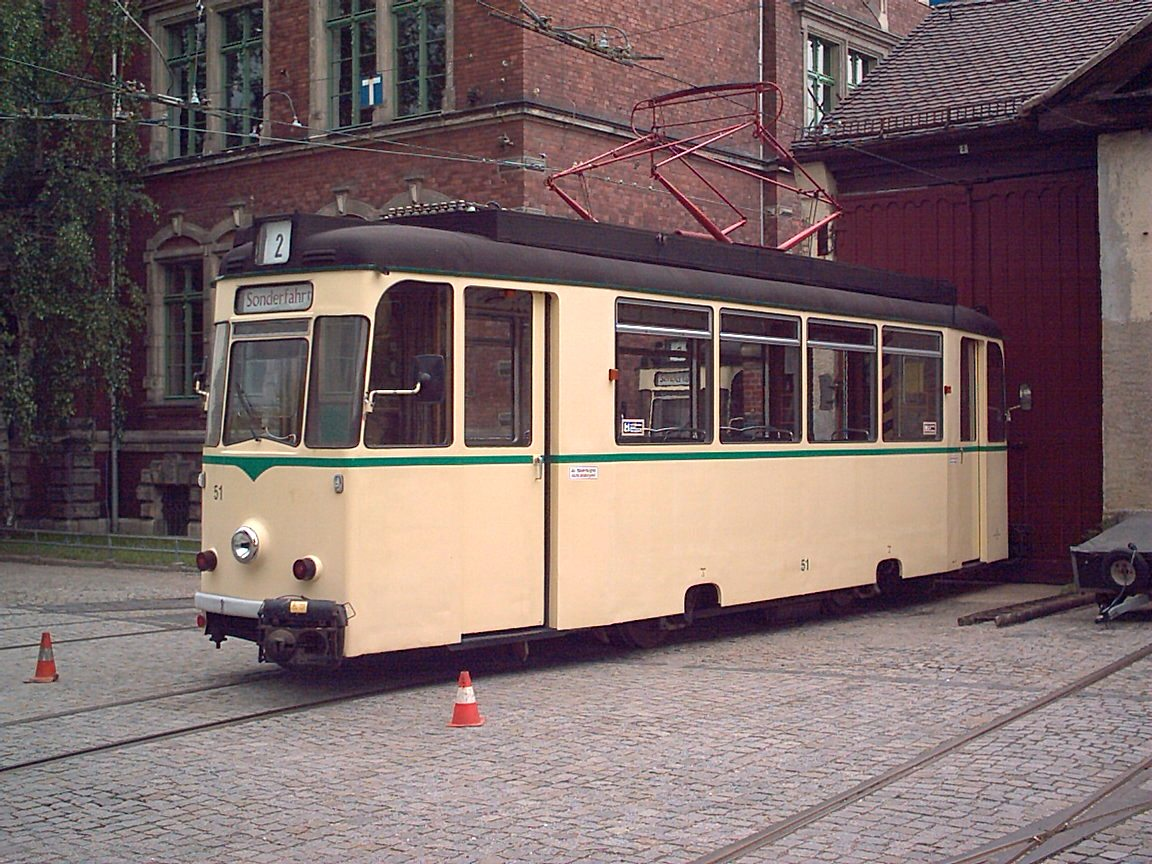
TZ 70/1 der Straßenbahn Naumburg

Nachdem 1966 auch der Bau zweiachsiger Straßenbahnwagen in der DDR endete und nach 1968 auch die Nachbauten des Typs T2D/B2D von ČKD nicht mehr geliefert wurden, bei einigen kleineren Betrieben aber noch Bedarf für zweiachsige Wagen bestand, setzte das RAW Berlin-Schöneweide ab 1970 den Bau der Rekowagen für Verkehrsbetriebe der DDR fort. Bereits ab 1969 wurden dort Generalreparaturen von T 57 und B 57 sowie der LOWA-Fahrzeuge ET 50 vorgenommen. 
Von 1970 bis 1976 wurden für Dessau, Erfurt, Frankfurt (Oder), Görlitz, Halberstadt, Jena, Leipzig, Rostock, Schöneiche, Schwerin und Zwickau Rekowagen in Ein- und Zweirichtungsausführung gebaut, wobei Leipzig nur Beiwagen erhielt. Aufgrund der unterschiedlichen und vollkommen abweichenden Ursprungsfahrzeuge konnten nur wenige Teile wie Radsätze und oft auch diese nicht weiterverwendet werden. Die Spenderfahrzeuge wurden in solchen Fällen nur nummernmäßig angerechnet. Teilweise überstieg die Anzahl der gebauten Rekowagen auch die der Ursprungsfahrzeuge. Die Triebwagen für Betriebe außerhalb von Berlin erhielten einheitlich Kurbelfahrschalter. Im Gegensatz zu den Gothawagen erhielten auch die Meterspur-Fahrzeuge Ausschnitte im Kasten für die Achslager.
Die Typenbezeichnung dieser Wagen setzt sich wie folgt zusammen:
T = Triebwagen; B = Beiwagen
E = Einrichtungswagen; Z = Zweirichtungswagen
70 = erstes Baujahr
/1 = Zusatz für die Meterspurvariante